# 11949 Kagayayutaka
11949 Kagayayutaka eller 1993 SD2 är en asteroid i huvudbältet som upptäcktes den 19 september 1993 av de båda japanska astronomerna Kazuro Watanabe och Kin Endate vid Kitami-observatoriet. Den är uppkallad efter den japanske konstnären Kagaya Yutaka.
Asteroiden har en diameter på ungefär 7 kilometer.